# Чудновский, Вольф Григорьевич
Вольф Григорьевич Чудновский (15 мая 1908, Кривой Рог, Херсонская губерния — 12 июня 1985, Нью-Йорк, Нью-Йорк) — советский учёный в области строительной механики, доктор технических наук (1951), профессор (1952).

## Биография
Родился 15 мая 1908 года в местечке Кривой Рог Херсонского уезда Херсонской губернии (ныне город в Днепропетровской области).
В 1932 году окончил Киевский инженерно-строительный институт.
В 1930-е годы — доцент, затем профессор кафедры строительной механики Киевского инженерно-строительного института. В конце 1930-х годов назначен старшим научным сотрудником и заведующом лабораторией в Институте строительной механики Академии наук Украинской ССР. В начале Великой Отечественной войны был с семьёй (отец Герш Хаимович Чудновский, 1872—?; мать Адель Зельмановна Чудновская, 1876—?; сёстры Эмилия и Фаня, братья Эммануил и Давид) эвакуирован в Уфу.
В послевоенные годы был учёным секретарём (1946) и старшим научным сотрудником отдела динамики деталей машин, в 1946—1950 годах — заведующим механической лабораторией в Институте строительной механики Академии наук Украинской ССР в Киеве. Диссертацию доктора технических наук по теме «Колебания и устойчивость стержневых систем» защитил в 1950 году (в 1952 году вышла его монография по этой же теме).
В 1950—1959 годах — профессор кафедры механики Киевского сельскохозяйственного института. В 1959—1976 годах — профессор и заведующий кафедрой архитектурных конструкций архитектурного факультета Киевского государственного художественого института; читал курс сопротивления материалов.
В 1977 году эмигрировал с семьёй во Францию (до отъезда, будучи в отказе, был избит с женой незнакомцами перед собственным домом), через полгода (в 1978 году) — в США.
Жил в Нью-Йорке, где и умер 12 июня 1985 года.

## Семья
- Жена — Малка Вениаминовна Чудновская (урождённая Вайнберг; 1909, Новоселица — 2001, Нью-Йорк), инженер-строитель, сестра соавтора своего мужа, доктора технических наук, профессора Д. В. Вайнберга.
  - Сыновья — математики Давид и Григорий Чудновские.

## Научная деятельность
Основные научные труды посвящены вопросам устойчивости стержневых систем, динамической прочности деталей авиационного машиностроения и турбостроения, колебаниям и устойчивости циклически симметричных пространственных рам.

### Научные труды
- Д. В. Вайнберг, В. Г. Чудновский. Расчёт пространственных рам (на украинском языке). Киев: Государственное издательство литературы по строительству и архитектуре, 1940. — 136 с.
- Д. В. Вайнберг, В. Г. Чудновский. Пространственные рамные каркасы инженерных сооружений. Киев—Львов: Гостехиздат Украины, 1948. — 240 с.
- В. Г. Чудновский. Методы расчёта колебаний и устойчивости стержневых систем / В. Г. Чудновский, профессор, доктор технических наук. Академия наук Украинской ССР. Институт строительной механики. Киев: Издательство Академии наук УССР, 1952. — 416 с.
- Д. В. Вайнберг, В. Г. Чудновский. Расчёт пространственных рам. Киев: Государственное издательство литературы по строительству и архитектуре, 1964. — 308 с.